# Qualipet
Die Qualipet AG ist ein Schweizer Unternehmen, das im Bereich Haustierbedarf, Petfood und Petcare, tätig ist.
Neben einem Versandhandel betreibt Qualipet schweizweit 85 Zoofachmärkte und ist Marktführer im Schweizer Zoofachhandels. Der Name Qualipet setzt sich aus den Wörtern „Qualität“ und „pet“ (englisch für Haustier) zusammen.

## Unternehmensgeschichte
Die Qualipet AG wurde 1991 von Rolf Boffa gegründet. Bereits seit 1984 bestand ein reiner Versandhandel.
1996 wurde der Geschäftssitz in Dietlikon bei Zürich bezogen und der, laut eigenen Angaben, erste Zoofachmarkt Europas auf über 1800 m² eröffnet.
Das Konzept eines grossen, kunden- und tierfreundlichen Zoofachmarktes, statt kleinen, traditionellen Zoohandlungen, fand Anklang. Bisher wurde das Filialnetz massiv ausgebaut und die Logistik entsprechend angepasst.
Im Jahr 2000 übernahm Qualipet die Zoofachhandels-Kette Zoo Tierfreund AG mit 14 Filialen. Eine weitere Fusion fand 2007 mit der Übernahme der My Friend AG und deren 13 Filialen statt.
2021 war Qualipet an 85 Standorten vertreten und ist somit klarer Marktführer im Schweizer Zoofachhandel. Das Unternehmen beschäftigt über 800 Mitarbeiter (Stand 2022), davon über 60 Lehrlinge. Qualipet erwirtschaftete 2021 einen Umsatz von über 200 Mio. Schweizer Franken.
Rolf Boffa wurde 2010 mit dem Ernst & Young Unternehmerpreis ausgezeichnet. Er erhielt den Award „Entrepreneur of the Year“ in der Kategorie Dienstleistung/Handel. 2018 war Qualipet unter den Finalisten des Prix SVC und erreichte den 4. Platz. Im Jahr 2022 hat Rolf Boffa den CEO seinem Sohn Fabian Boffa übergeben. Er hat sich als VRP zurückgezogen.

### Qualipet Digital AG
Im Januar 2011 gründeten die Qualipet AG und das Medienhaus Ringier gemeinsam die Qualipet Digital AG. Beide Unternehmen betrieben über die neue Gesellschaft den Versandhandel, einen E-Shop, eine Community für Tierfreunde und ein Online-Tiermagazin. 2016 übernahm die Qualipet AG den 50-%-Anteil von Ringier zurück und ist damit 100%ige Besitzerin der Digital AG, welche die Online-Plattform betreibt.
Laut eigenen Angaben hat die Qualipet Digital AG das Ziel, die grösste digitale Plattform der Schweiz für Produkte des Tierfachhandels aufzubauen, mit Online-Shop via Smartphone-Applikation, Ratgeber und Kleinanzeigen.

## Zoofachmärkte
Die Qualipet AG ist mit 88 Zoofachmärkten (Stand August 2025) in 21 von 26 Kantonen und in allen Sprachregionen vertreten (Deutschschweiz 67 Filialen, Romandie 15 Filialen, italienische Schweiz 3 Filialen).
Sie ist das mit Abstand grösste Schweizer Filialunternehmen im Bereich Zoofachhandel.
Die Geschäfte befinden sich mehrheitlich in Industriegebieten und Einkaufszentren, aber auch in Innenstädten. Meist sind sie im Stil eines Fachmarktes konzipiert, mit aufwändiger Ladengestaltung, artgerechter Tierhaltung und Dekoration.
Das Angebot ist in die Branchen Hund, Katze, Nager, Vogel, Aquaristik/Gartenteich und Terraristik eingeteilt. Je nach Verkaufsstelle umfasst das Sortiment zwischen 15'000 bis 21'000 Artikel, angeboten auf Flächen zwischen 500 und 1800 m².
Neben Tiernahrung und Zubehörartikeln führen die meisten Märkte auch lebende Tiere. Die Auswahl an Tierarten variiert von Filiale zu Filiale. Meist sind es Nagetiere (Hamster, Meerschweinchen, Mäuse usw.), Zwergkaninchen sowie Zierfische und andere Aquarientiere (Garnelen, Apfelschnecken, Zwergkrallenfrösche usw.) teilweise auch Ziervögel und Terrarientiere (Schlangen, Echsen, Schildkröten, Frösche, Vogelspinnen usw.). Es werden auch lebende Futterinsekten (Heimchen, Heuschrecken, Fruchtfliegen, Mehlwürmer etc.) angeboten.
Nicht zum Verkauf stehen Hunde, Katzen, Frettchen, grosse Papageien und Meerwasserfische.
Laut eigenen Angaben hat Qualipet 2020 über 61'000 Tiere verkauft (ohne Zierfische und Futterinsekten).

## Versandhandel
Qualipet betreibt einen Versandhandel Online-Shop. Diverse Spezial-Kataloge, spezifisch auf die Tierart abgestimmt, erscheinen mehrmals jährlich in deutscher und französischer Sprache und umfassen Zubehör und Tiernahrung für alle Tiergruppen mit Schwerpunkt Hund und Katze.

## Kritik
Im Januar 2011 wurde Qualipet von der Fernsehsendung Kassensturz des Schweizer Fernsehens kritisiert, Käfige für Kleintiere anzubieten, die nicht den gesetzlichen Mindestanforderungen entsprechen. Zwar ist der Verkauf dieser Käfige nicht verboten, der Kunde macht sich jedoch strafbar, wenn er diese für die Tierhaltung verwendet. Geschäftsführer Rolf Boffa versicherte, zukünftig solche Käfige nicht mehr im Sortiment zu führen, ausser die Kunden verwenden diese nur als Transportbehältnisse, die speziell dafür gekennzeichnet sind.